# Gare de Rezé-Pont-Rousseau
La gare de Rezé-Pont-Rousseau est une gare ferroviaire française de la ligne de Nantes-État à La Roche-sur-Yon par Sainte-Pazanne, située sur le territoire de la commune de Rezé, dans le département de la Loire-Atlantique en région Pays de la Loire.
Elle est mise en service en 1875 par la Compagnie des chemins de fer nantais.
C'est une gare de la Société nationale des chemins de fer français (SNCF) desservie par des trains TER Pays de la Loire. C'est un pôle intermodal permettant notamment les correspondances avec les lignes 2 et 3 du Tramway de Nantes.

## Situation ferroviaire
Établie à 9 mètres d'altitude, la gare de Rezé-Pont-Rousseau est située au point kilométrique (PK) 1,755 de la ligne de Nantes-État à La Roche-sur-Yon par Sainte-Pazanne entre les gares de Nantes et de Bouaye.
Elle dispose, outre la voie unique de la ligne, d'une voie d'évitement pour le croisement des trains.

## Histoire
La station de Pont-Rousseau est mise en service le 11 septembre 1875 par la Compagnie des chemins de fer Nantais, lorsqu'elle ouvre à l'exploitation la section de Pont-Rousseau à Pornic de sa concession d'un chemin de fer d'intérêt local de Nantes à Paimbœuf, Pornic et Machecoul.
La gare était également desservie par la ligne de Nantes à Legé, une ligne de chemin de fer secondaire à voie métrique exploitée par la Compagnie française de chemins de fer à voie étroite de 1893 à 1935. Cette ligne avait un embranchement  aux Sorinières, la ligne des Sorinières à Rocheservière.
En 2018, selon les estimations de la SNCF, la fréquentation annuelle de la gare était de 176 216 voyageurs.

## Service des voyageurs

### Accueil
Gare SNCF, elle dispose d'un bâtiment voyageurs avec guichet ouvert du lundi au Samedi (fermé dimanches et fêtes). Elle est équipée pour l'accessibilité des personnes à mobilité réduite et de divers équipements, notamment des distributeurs automatiques de titres de transport TER.

### Desserte
Rezé Pont-Rousseau est desservie par des trains TER Pays de la Loire des relations : Nantes à Pornic ou Saint-Gilles-Croix-de-Vie.

### Intermodalité

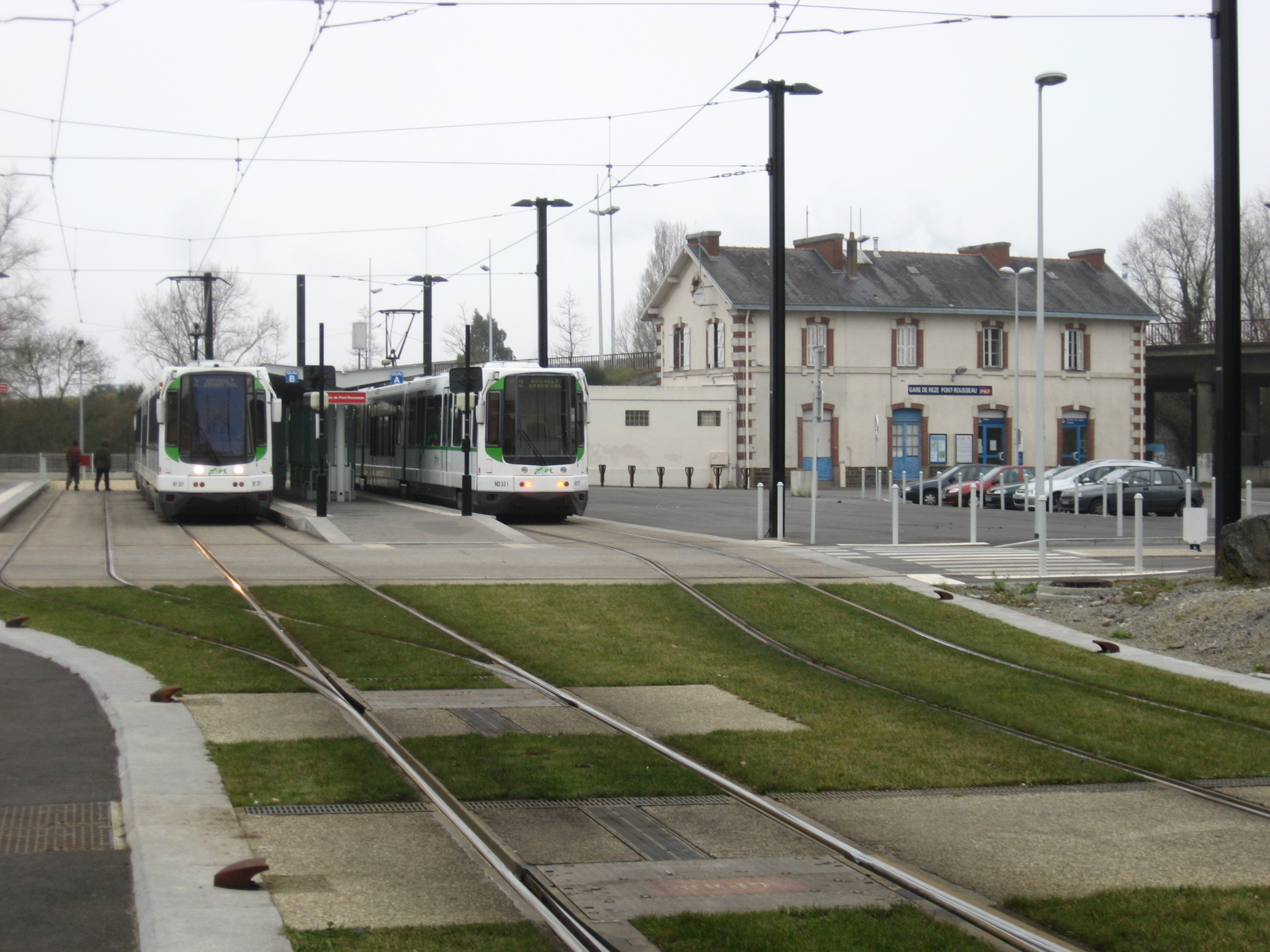
La station de tramway Gare de Pont Rousseau qui permet une intermodalité entre le train et le tramway.

Elle accueille sur le parvis de la gare, un terminus de la ligne 2 du tramway (station Gare de Pont Rousseau) et, environ 170 mètres plus loin, une station de la ligne 3 du tramway (station Pont Rousseau ─ Martyrs). Cette station est également desservie par une ligne Chronobus (la ligne C4) et une ligne régulière (la ligne 38).

## Service des marchandises
Cette gare est ouverte au service du fret (toutes marchandises et wagons isolés, desserte d'installation terminales embranchées et de voies portuaires en particulier celles du port de Nantes-Cheviré.